# ريتشل هارتمان
ريتشل هارتمان (بالإنجليزية: Rachel Hartman)‏ هي كاتِبة أمريكية، ولدت في 9 يوليو 1972 في ليكسينغتون في الولايات المتحدة.

## وصلات خارجية
- الموقع الرسمي